# Ficus tiliifolia
Ficus tiliifolia är en mullbärsväxtart som beskrevs av John Gilbert Baker. Ficus tiliifolia ingår i släktet fikonsläktet, och familjen mullbärsväxter. Inga underarter finns listade i Catalogue of Life.